# Hans-Martin Schmidt (Verleger)
Hans-Martin Schmidt (* 4. August 1929 in Barmen) ist ein deutscher Jurist, Verleger, Stifter und Mäzen.

## Leben
Hans-Martin Schmidt studierte Jura in Mainz und Freiburg und promovierte 1955 bei Armin Spitaler in Köln. 1958 begann er als Lektor beim Verlag Dr. Otto Schmidt, dessen Geschäftsführer er 1970 wurde und dem er bis 1994 vorstand.
Hans-Martin Schmidt lebt in Köln und hat drei Kinder und sieben Enkel.

## Ehrenämter und Mäzenatentum
Schmidt war Vorsitzender u. a. des Verbandes der Verlage und Buchhandlungen NRW (1971–1981), des Satzungs- und Rechtsausschusses des Börsenvereins des Deutschen Buchhandels (1989–2003), der Evangelischen Akademikerschaft in Deutschland (1974–1980) und der Arbeitsgemeinschaft rechts- und staatswissenschaftlicher Verlage (1980–1992).
1986 gründete er die Stiftung „Theologie und Natur“, 1989 die Stiftung „Evolutionsfonds Apfelbaum“ (später umbenannt in „Stiftung Apfelbaum – Lernprojekt für Ko-Evolution und Integration“) und 1992 die Stiftung „Musik und Evolution“ (später umbenannt in „Stiftung Neue Musik im Dialog“). 1994 stiftete er den „HMS-Kreativitätspreis“. Seit seinem Ausscheiden aus dem aktiven Verlagsgeschäft (1994) ist das Engagement für die Stiftung Apfelbaum in den Mittelpunkt seiner Tätigkeit gerückt. Über diese Stiftung initiierte er Publikationen, Preise und Symposien, die den Themen Nachhaltigkeit, Integration und Koevolution gewidmet sind.

## Publikationen
- Juristen-Spiegel. Verlag Otto Schmidt, Köln 1959
- Das Recht der GmbH. Verlag Otto Schmidt, Köln 1960
- Frauen haben immer Recht. Verlag Otto Schmidt, Köln 1979
- Programm, Porträt, Perspektiven. Der Verlag Dr. Otto Schmidt. Verlag Otto Schmidt, Köln 1980